# Stanisław Mrowiński

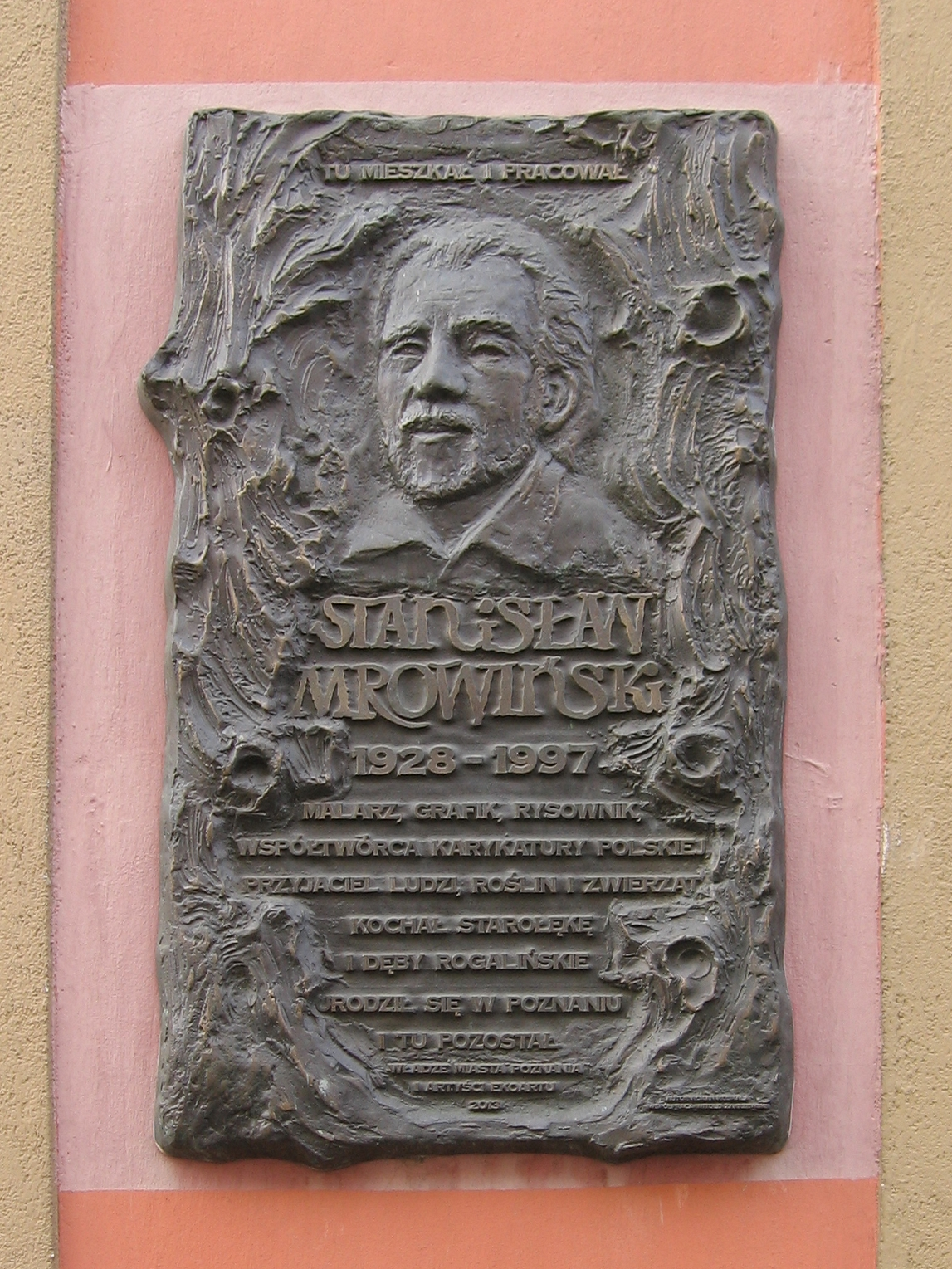
Tablica pamięci Stanisława Mrowińskiego na murze jego dawnej pracowni przy ulicy Wodnej 17/19 w Poznaniu w 2018 roku

Stanisław Mrowiński (ur. 17 marca 1928 w Starołęce, zm. 30 września 1997 w Poznaniu) – polski grafik, rysownik, karykaturzysta, ilustrator, malarz, scenograf, kolekcjoner, rzeźbiarz, projektant ekslibrisów, znaczków, fresków, szyldów, dyplomów, logo oraz przez wiele lat wystroju stoisk na Międzynarodowych Targach Poznańskich, eksperymentował w zakresie rzeźby. Zbierał dzieła sztuki, książki, płyty gramofonowe, znaczki pocztowe, okazy i trofea przyrodnicze. Autor trzech tek ekslibrisowych.

## Nauka i praca
- 1945 - 1950: Szkoła Zdobnicza (późniejsza PWSSP) w Poznaniu.
- 1950 – 1952: trzyletnia służba wojskowa.
- 1952 – 1954: nędza zmusza młodego artystę do tułaczki po Polsce. Odwiedza różne zakątki Polski, przemieszkuje w hotelach robotniczych. W wielu miejscowościach organizuje drobne wystawy swoich prac, a także wykonuje sztukę użytkową, głównie sztampowe projekty. W każdym wolnym czasie powstają też liczne szkice kredką i ołówkiem, które zostaną wykorzystane w późniejszym czasie.
- 1954 - 1955: Biuro Wystaw Artystycznych przyjęło Mrowińskiego na etat.
- 1955: wraca do Poznania.
- 1955: rozpoczął pracę w wydawnictwie „Nasza Księgarnia” w Poznaniu. Wykonuje ilustracje do książek przyrodniczych min. Arkadego Fiedlera Zwierzęta z lasu dziewiczego; Lecha Konopińskiego – Przez dżungle i pustynie, Z kwiatka na kwiatek, Zwierzątka i zwierzęta na sześciu kontynentach, Co fruwa i chodzi po naszej zagrodzie, Co pełza i hasa po polach i lasach?, Co skacze i lata po drzewach i kwiatach, Dzień dobry, drzewa; Lata osa koło nosa: fraszki dla dzieci o owadach, a także książki Włodzimierza Ścisłowskiego: Ładne ziółka oraz Fraszki na ptaszki i wiele, wiele innych.
- 1957: wpadł na pomysł, realizowany przez następne piętnaście lat, satyrycznego Bazylka – jednej z najbardziej popularnych satyr PRL-u. publikowany był pierwotnie w satyrycznym piśmie „Kaktus”, później zaś w lokalnych gazetach dolnośląskich i wielkopolskich, jak „Tygodnik Zachodni, „Ziemia Kaliska”, „Ziemia Nadnotecka”.
- 1958: otrzymuje pracę w poznańskiej telewizji jako scenograf.

Został pochowany na cmentarzu Miłostowo w Poznaniu w alei zasłużonych.

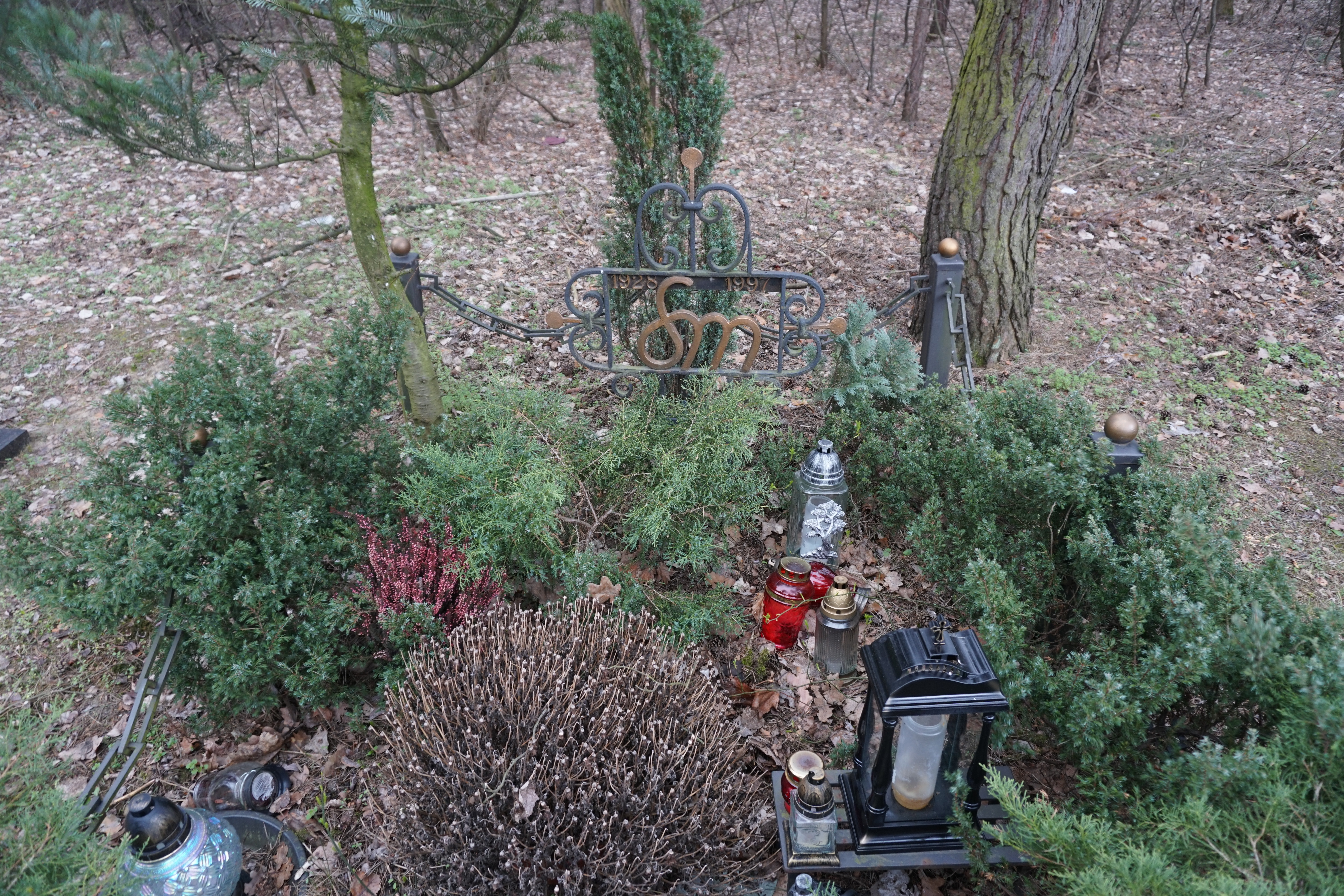
Grób Stanisława Mrowińskiego na cmentarzu Miłostowo w Poznaniu

## Ekslibris
Pierwszy ekslibris wykonał jeszcze w czasach studiów, w 1949 r. Na tym poprzestał na lata. Do ekslibrisu powrócił dopiero w 1951 roku i wykonywał je do 1997 roku. Pełna lista opus zamyka się liczbą 338 znaków książkowych. Miał bardzo indywidualne podejście do ekslibrisu. Uważał, że musi on trafić wyłącznie do książek, stąd większość jego ekslibrisów nie jest znana. Wykonywał je na zlecenie bibliofilów oraz dla przyjaciół, głównie poznaniaków. Nie tworzył dla kolekcjonerów i kolekcji. Był przeciwnikiem udostępniania ekslibrisów kolekcjonerom. Nigdy nie powstał publiczny spis jego prac. Nie dbał o popularność jako ekslibrisista. Znaki książkowe wykonywał piórkiem, tuszem i ołówkiem, a następnie powielał je w cynkotypii kreskowej, rzadziej siatkowej. Od 1967 r. zaczął stosować litografię. Innych technik nie wykorzystywał w tej pracy. Jego ekslibrisy są dzisiaj dużą rzadkością.

## Wystawy ekslibrisu
- 1977: IV Ogólnopolska Wystawa Współczesnego Ekslibrisu Polskiego, Rzeszów - Lublin
- 1984: X Międzynarodowe Biennale Ekslibrisu Współczesnego, Malbork
- 1962: ZSRR, Chiny, Korea
- 1963: Wietnam
- 1964: NRD
- 1967: Czechosłowacja
- 1967: Międzynarodowa Wystawa Ekslibrisu Muzycznego, Poznań
- 1970: Międzynarodowa Wystawa Ekslibrisu Muzycznego, Poznań
- 1972: Międzynarodowa Wystawa Ekslibrisu Muzycznego, Szczecin
- 1974: NRD
- Ponad 30 wystaw w Poznaniu, Warszawie, Krakowie, Koszalinie, Szczecinie, Rzeszowie, Śremie, d. ZSRR, d. Czechosłowacji, d. NRD, d. RFN, we Wrancji i we Włoszech.
- 2009: wystawa "Mrowiński dzieciom", Biblioteka Raczyńskich, Poznań[2].

## Prace w zbiorach
- Biblioteka Narodowa w Warszawie
- Biblioteka Raczyńskich w Poznaniu
- Muzeum Narodowe w Poznaniu
- Muzeum Narodowe w Warszawie
- Muzeum Wojska Polskiego w Warszawie
- Muzeum Pomorza Środkowego w Słupsku
- Muzeum w Kórniku
- Muzeum im. Przypkowskich w Jędrzejowie
- Muzeum Okręgowe w Rzeszowie
- Muzeum Okręgowe w Lublinie
- Muzeum w Malborku
- Biblioteka im. Ossolińskich we Wrocławiu

## O Mrowińskim
Zasugerowano, aby ta sekcja została przeniesiona do Wikicytatów.
- Był jednym z ostatnich artystów, których inspirowała przyroda. Mrowiński zachwycał się naturą, ale nie jej banalnym pięknem zewnętrznym. Artystę pasjonowała istota natury, korzenie i bulwy czy rodzące się kwiaty. A był Mrowiński prawdziwym znawcą i miłośnikiem przyrody, którego pasja, oparta na rzetelnej wiedzy przyrodniczej obfitowała liczną kolekcją motyli i kolczastych kaktusów. Ale ta pasja to nie tylko kolekcjonerstwo, to także tysiące szkiców i rysunków z natury, wykonywanych w Dębinie, Rogalinie, w Puszczy Nadnoteckiej, nad morzem czy w ukochanych przez niego Górach Stołowych. Był przy tym Mrowiński kolekcjonerem zachłannym. Zbierał książki, plakaty, nuty, płyty gramofonowe, znaczki i pocztówki. Wszystko, co niebanalne chciał ocalić od zapomnienia. Stanisław Mrowiński (1928 - 1997), absolwent poznańskiej Państwowej Wyższej Szkoły Sztuk Plastycznych (obecnie Akademia Sztuk Pięknych), był poza tym artystą totalnym. Malował i rysował przyrodę, tworzył ekslibrisy (ponad 300), ilustrował książki (stworzył ilustracje do ponad 40 książek). Przez 20 lat współpracował, jako scenograf, z poznańską telewizją. Zajmował się grafiką, gdzie pasjonowała go litografia, tworzył opracowania plastyczne licznych publikacji i druków okolicznościowych. Domeną jego twórczości plastycznej była karykatura. Zaczął od postaci Bazylka w "Dzienniku Zachodnim". Przez wiele lat publikował co tydzień karykatury ludzi kultury Poznania w "Expressie Poznańskim", co zaowocowało albumem książkowym. Wraz z Erykiem Lipińskim współtworzył Stowarzyszenie Polskich Artystów Karykatury (SPAK). Jego domeną była karykatura portretowa, w której doszedł do mistrzostwa. Stworzył niezliczone karykatury portretowe, które rysował często na gorąco podczas licznych spotkań czy wernisaży.
Dariusz Pietrzak
- W latach szczenięcych siadywałem rankiem z panem Stanisławem nad urwiskami. Mistrz Stanisław - to świetny rysownik, który Szczeliniec ukochał szczególnie, czekał na mgły, które wysłaniały niespokojne tło, obnażając drapieżny rysunek suchych gałęzi świerków. Rysował. Gesty drzew i kreska rysunków miały tę samą muzykę. Od Stanisława Mrowińskiego uczyłem się czerpać z natury muzykę drzew, skał, wielogodzinnego, siedzenia na skalnych półkach. Grałem na flecie, a zwabione dźwiękami sokoły krążyły nad naszymi głowami. Atakowały nas. To był matecznik, z czasem oswojony rysunkami i muzyką.
Maciej Rychły